# جروف ميوزك
جروف ميوزك (بالإنجليزية: Groove Music) وسُمي سابقًا إكس بوكس ميوزك وزون ميوزك باس هو مشغل وسائط صوتية ضُمن في ويندوز 8، ويندوز 8.1 ويندوز 10 وويندوز 11.
يرتبط التطبيق بخدمة بث الموسيقى جروف ميوزك باس، والتي انقطعت حاليًّا، هذه الخدمة كانت مدعومة على ويندوز ومنصات ألعاب إكس بوكس وويندوز فون بالإضافة إلى أندرويد وآي أو إس. اعتبارًا من 2014، ضمت الخدمة 50 مليون مسارًا. انقطعت خدمة الاشتراك رسميًّا في 31 ديسمبر 2017، وانقطع تطبيق جروف ميوزك على أندرويد وآي أو إس في ديسمبر 2018، وهو ما جعل المشغل محصورًا في متجر مايكروسوفت.
حل ميديا بلاير (ويندوز 11) محل جروف ميوزك.

## استشهادات
1. ↑  وصلة مرجع: https://apps.microsoft.com/store/detail/windows-media-player/9WZDNCRFJ3PT?hl=en-us&gl=us.
2. ↑  "Xbox Music launches on iOS and Android, free streaming on the web". theverge.com. 9 سبتمبر 2013. مؤرشف من الأصل في 2021-11-18. اطلع عليه بتاريخ 2013-09-09.